# ده‌کهنه موزرم
ده‌کهنه موزرم، روستایی در دهستان دهدز بخش مرکزی شهرستان دزپارت در استان خوزستان ایران است. این روستا، مرکز دهستان دهدز است.

## جمعیت
بر پایه سرشماری عمومی نفوس و مسکن در سال ۱۳۹۵، جمعیت این روستا برابر با ۱٬۱۸۱ نفر (۳۰۹ خانوار) بوده است.